# Самбика

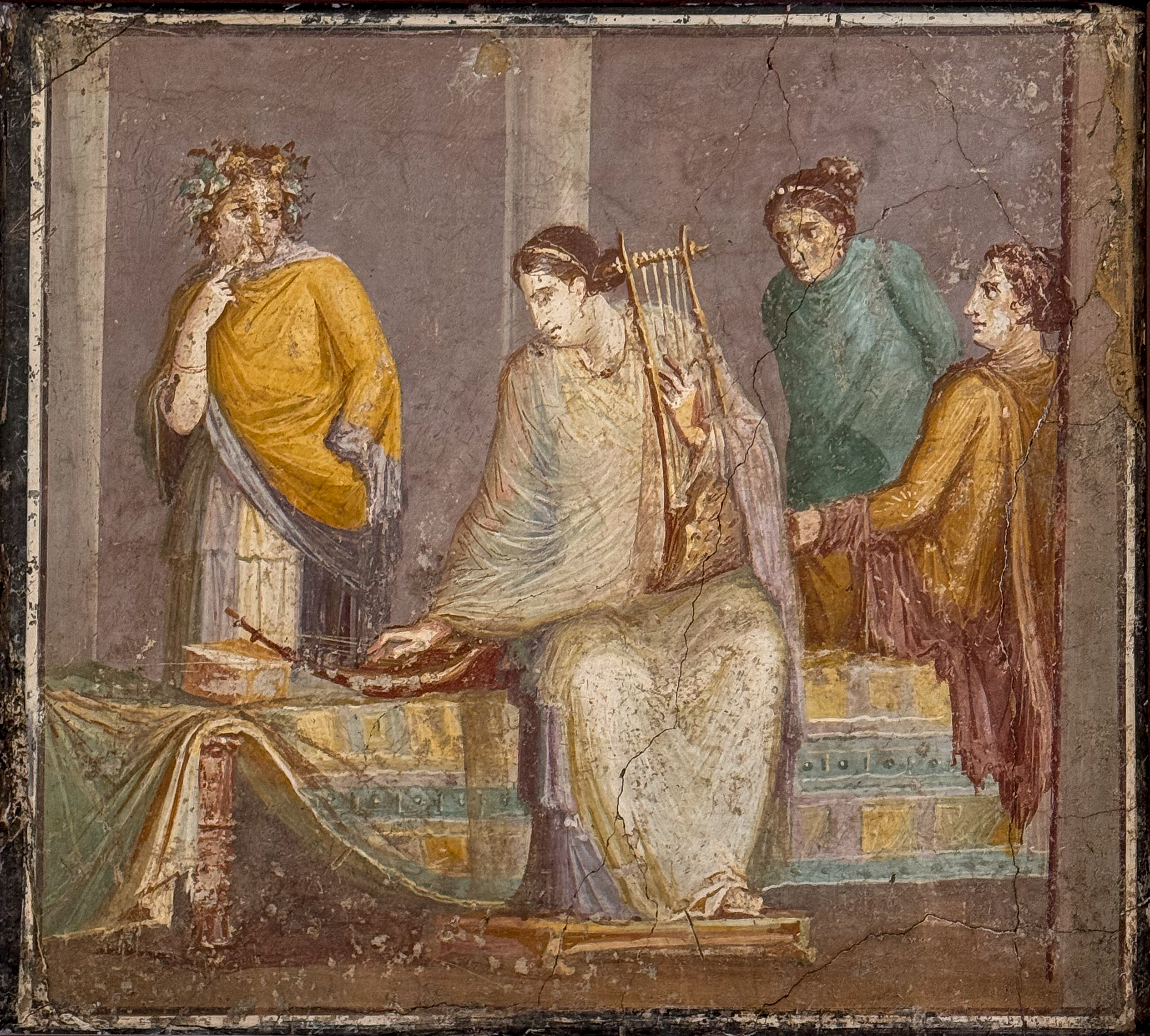
Римлянка, настраивающая кифару (справа) и самбику. Фреска из Помпей, I в. н. э. (Национальный археологический музей, Неаполь)

Самби́ка, самбу́ка (греч. σαμβύκη, лат. sambuca) — античный струнный щипковый инструмент типа треугольной арфы, вероятно, завезённый в Грецию с Ближнего Востока. Большинство авторов описывают самбику как инструмент небольшого размера с короткими (обычно четырьмя) струнами, высокого регистра. Аристид Квинтилиан считает самбику «женским» инструментом: «Среди струнных <…> самбика близка женской природе из-за своего низкого происхождения и по причине изнеженности слишком высоких звуков, которые извлекают на её коротких струнах». О распространённости самбики среди женщин косвенно свидетельствует тот факт, что и у греков и у римлян были особые слова для обозначения профессиональных исполнительниц — соответственно, др.-греч. σαμβυκίστρια и sambucistria.
Чаще всего классические авторы (греческие и римские) описывают самбику как некую разновидность тригона (треугольной арфы). Специфические конструктивные особенности самбики и её строй на основе сохранившихся свидетельств выявить невозможно.

## Другие значения термина
Самбикой также (согласно Афинею и другим авторам) называлось осадное орудие, поскольку своей формой (корабль + лестница + натянутые канаты) оно напоминало одноимённый музыкальный инструмент. Витрувию напомнил очертания самбуки его знаменитый «мировой треугольник» (schema trigonii mundo). На излёте Возрождения (1618) словом «самбука» (sambuca) назвал свой экспериментальный клавикорд ботаник и просвещённый любитель музыки Фабио Колонна.